# Kanclerze skarbu w brytyjskim gabinecie cieni
Kanclerz skarbu w gabinecie cieni (ang. Shadow Chancellor of the Exchequer) – członek brytyjskiego gabinetu cieni. Jego głównym zadaniem jest prowadzenie dyskusji w Izbie Gmin z kanclerzem skarbu.
Nazwa „kanclerz skarbu” jest nieregularnie stosowana w gabinetach cieni. Kwestia nazewnictwa skomplikowała się w ostatnich latach, wraz ze wzrostem znaczenia Liberalnych Demokratów, którzy – jako trzecia siła w parlamencie – również przedstawiają własną ekipę, nie używając jednak nazwy „gabinet cieni”. Z tego względu odpowiednika kanclerza skarbu w obu ekipach partii opozycyjnych często nazywa się rzecznikiem gospodarczym (Economic Spokesman).

## Kanclerze skarbu w gabinecie cieni
- 1945–1950: Oliver Stanley
- 1950–1951: Rab Butler
- 1951–1955: Hugh Gaitskell
- 1955–1961: Harold Wilson
- 1961–1964: James Callaghan
- 1964–1965: Reginald Maudling
- 1965–1965: Edward Heath
- 1965–1970: Iain Macleod
- 1970–1972: Roy Jenkins
- 1972–1974: Denis Healey
- 1974–1975: Robert Carr
- 1975–1979: Geoffrey Howe
- 1979–1980: Denis Healey
- 1980–1983: Peter Shore
- 1983–1987: Roy Hattersley
- 1987–1992: John Smith
- 1992–1997: Gordon Brown
- 1997–1997: Kenneth Clarke
- 1997–1998: Peter Lilley
- 1998–2000: Francis Maude
- 2000–2001: Michael Portillo
- 2001–2003: Michael Howard
- 2003–2005: Oliver Letwin
- 2005–2010: George Osborne
- 2010: Alistair Darling
- 2010–2011: Alan Johnson
- 2010–2015: Ed Balls
- 2015: Chris Leslie(inne języki)
- 2015–2020: John McDonnell(inne języki)
- 2020–2021: Anneliese Dodds
- 2021–2024: Rachel Reeves
- 2024: Jeremy Hunt
- od 2024: Mel Stride